# 贝美司琼
贝美司琼（INN：bemesetron；开发代号：MDL-72222）是一种用作5-HT3受体拮抗剂的药物。它具有与甲氧氯普胺相当的止吐作用，然而它不用于临床，其主要应用是在科学研究中，研究5-HT3受体与滥用药物作用的关系。